# Rivals (film, 1912)
Pour les articles homonymes, voir The Rivals.
Pour plus de détails, voir Fiche technique et Distribution.
Rivals est un film muet américain réalisé par Colin Campbell et sorti en 1912.

## Fiche technique
- Titre : Rivals
- Réalisation : Colin Campbell
- Scénario : Colin Campbell
- Producteur : William Selig
- Société de production : Selig Polyscope Company
- Pays d'origine :  États-Unis
- Format : Noir et blanc — 35 mm — 1.33:1 — Muet
- Genre : Film dramatique
- Dates de sortie : 
  -  États-Unis : 21 mai 1912

## Distribution
- Hobart Bosworth : Bill
- Tom Santschi : Tom
- Phyllis Gordon